# Barbara Borer-Mathys
Barbara Borer-Mathys (* 20. Juni 1983 in Aarau) ist eine Schweizer Politikerin (SVP) und seit 2020 Aargauer Grossrätin.

## Politische Laufbahn
Barbara Borer-Mathys wurde 2017 zur Präsidentin der SVP im Bezirk Kulm gewählt und begann so ihre politische Laufbahn. Sie präsidiert seit 2020 auch die SVP Holziken. 2020 und 2024 kandidierte sie für die SVP Bezirk Kulm für einen Sitz im Grossen Rat (Aargau) und wurde gewählt. Sie ist Mitglied der Justizkommission. Am 9. März 2023 wurde sie zur Parteisekretärin der SVP Aargau gewählt und nahm Einsitz in der Geschäftsleitung der Kantonalpartei.
Borer-Mathys wurde am 25. Januar 2023 vom Parteitag der SVP Aargau als Nationalratskandidatin für die eidgenössischen Wahlen 2023 nominiert.

## Biografie
Barbara Borer-Mathys wurde am 20. Juni 1983 in Aarau geboren. Sie ist in Holziken im Kanton Aargau aufgewachsen. Nach den obligatorischen Schulen studierte sie an der juristischen Fakultät der Universität Bern Jura (Master of Law). 2013 erwarb sie das Patent als aargauische Rechtsanwältin.
Sie arbeitete als Gerichtsschreiberin an den Bezirksgerichten Kulm und Aarau und war am Obergericht des Kantons Aargau tätig. Seit 2018 ist Barbara Borer-Mathys selbständige Rechtsanwältin in einer Kanzleigemeinschaft in Aarau und dort vorwiegend in der Strafrechtspflege tätig.

## Privat
Barbara Borer-Mathys ist verheiratet mit Raphael Borer. Das Paar hat zusammen drei Kinder und lebt in Holziken.